# Quai inférieur de la Volga
Le quai inférieur de la Volga (Ни́жне-Во́лжская на́бережная) est une voie du centre historique de la ville de Nijni Novgorod en Russie. Ce quai s'étend le long de la Volga de la rampe de Kazan (au croisement de la rue Krasnaïa Slobloda) jusqu'au pont de Kanavino. On y trouve la gare fluviale, le grand escalier de Tchkalov (qui le relie au quai supérieur de la Volga) et beaucoup d'édifices du patrimoine protégé. Il a été en travaux de 2008 à 2018.

## Description
Le quai inférieur de la Volga est l'une des voies les plus longues de la ville. Il a deux niveaux, l'un pour les piétons et la circulation automobile et l'autre plus bas, tout près du fleuve où l'on a aménagé une piste cyclable.
La première partie du quai s'étend de la rampe de Kazan jusqu'à la gare fluviale; elle est accessible à tous et a été restaurée en 2013. La seconde partie (de la gare fluviale au pont de Kanavino) a été longtemps fermée au public pour travaux et est accessible depuis 2018.

## Histoire
Jusqu'au XVIIIe siècle, on trouvait au bord du fleuve des maisons de bois de marchands et d'artisans. Après un grand incendie, les maisons ont été reconstruites en pierre selon un plan de la municipalité projeté par les architectes de la ville Ivan Efimov et Peter Gotmann, avec interdiction de construire en bois. La première demeure à être construite en pierre est l'hôtel particulier Galitzine (rue Rojdestvenskaïa, de la Nativité) au n° 47.

## Vues

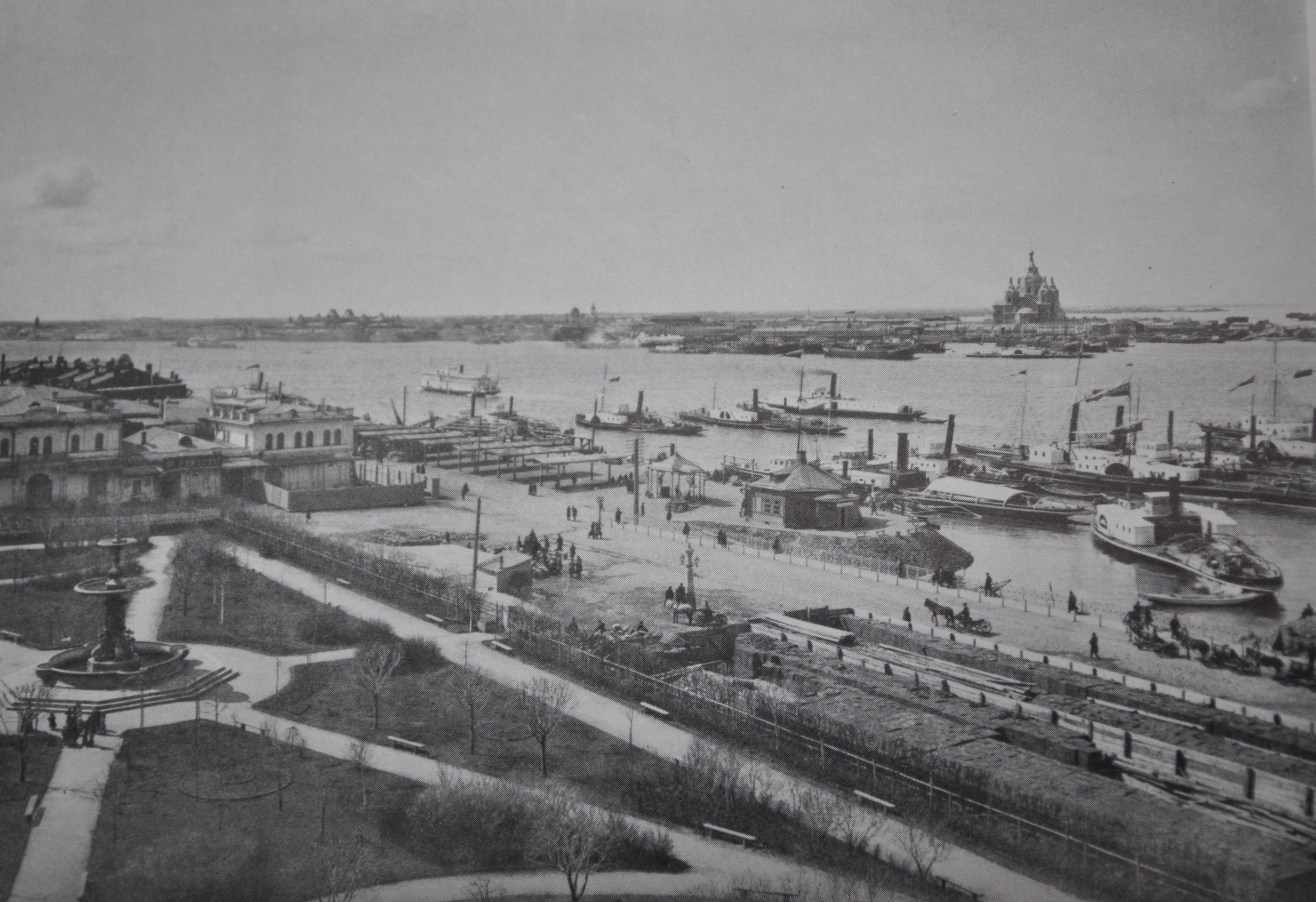
Le quai en 1894, photographie de Maxime Dmitriev.
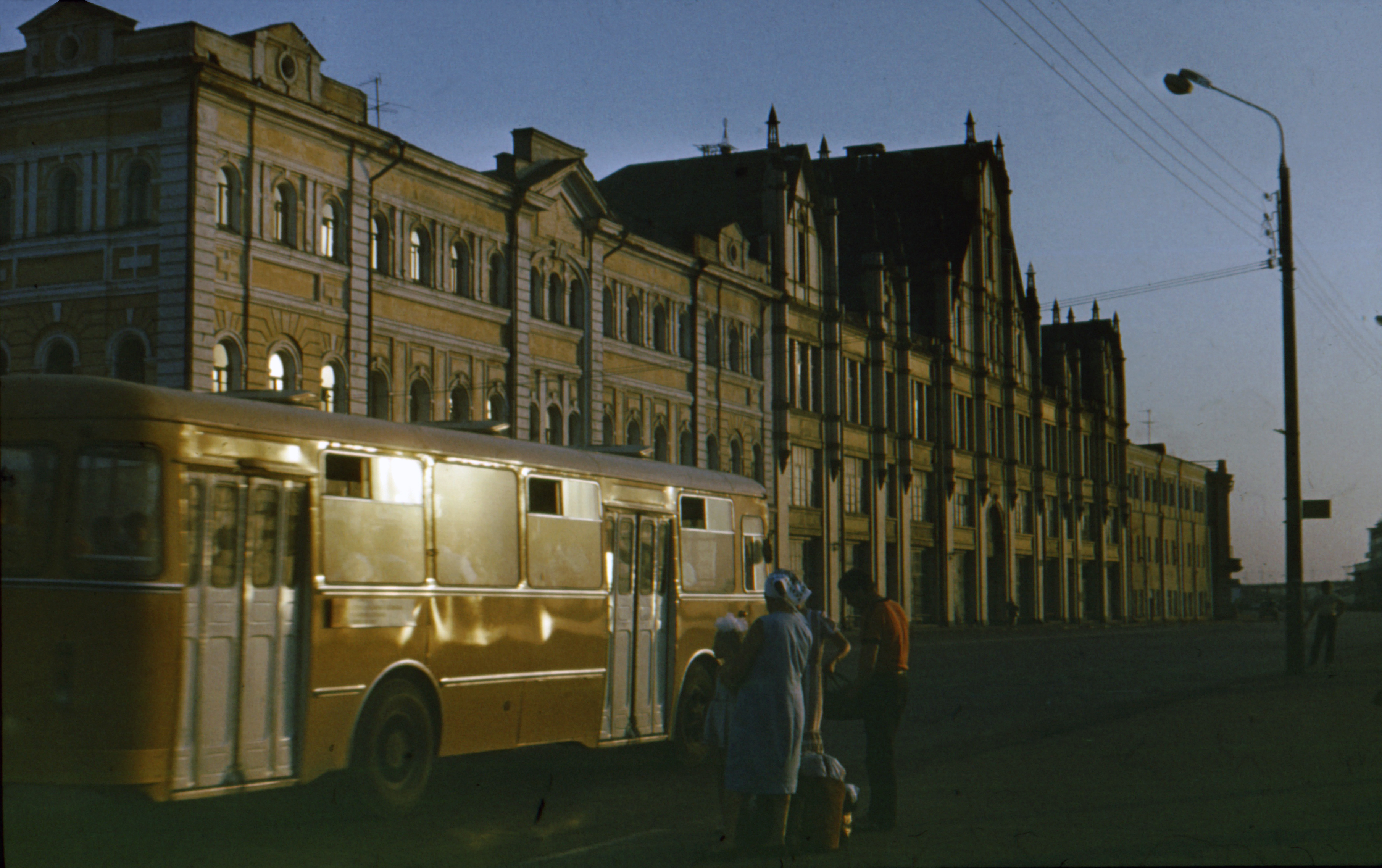
Le quai en 1985.
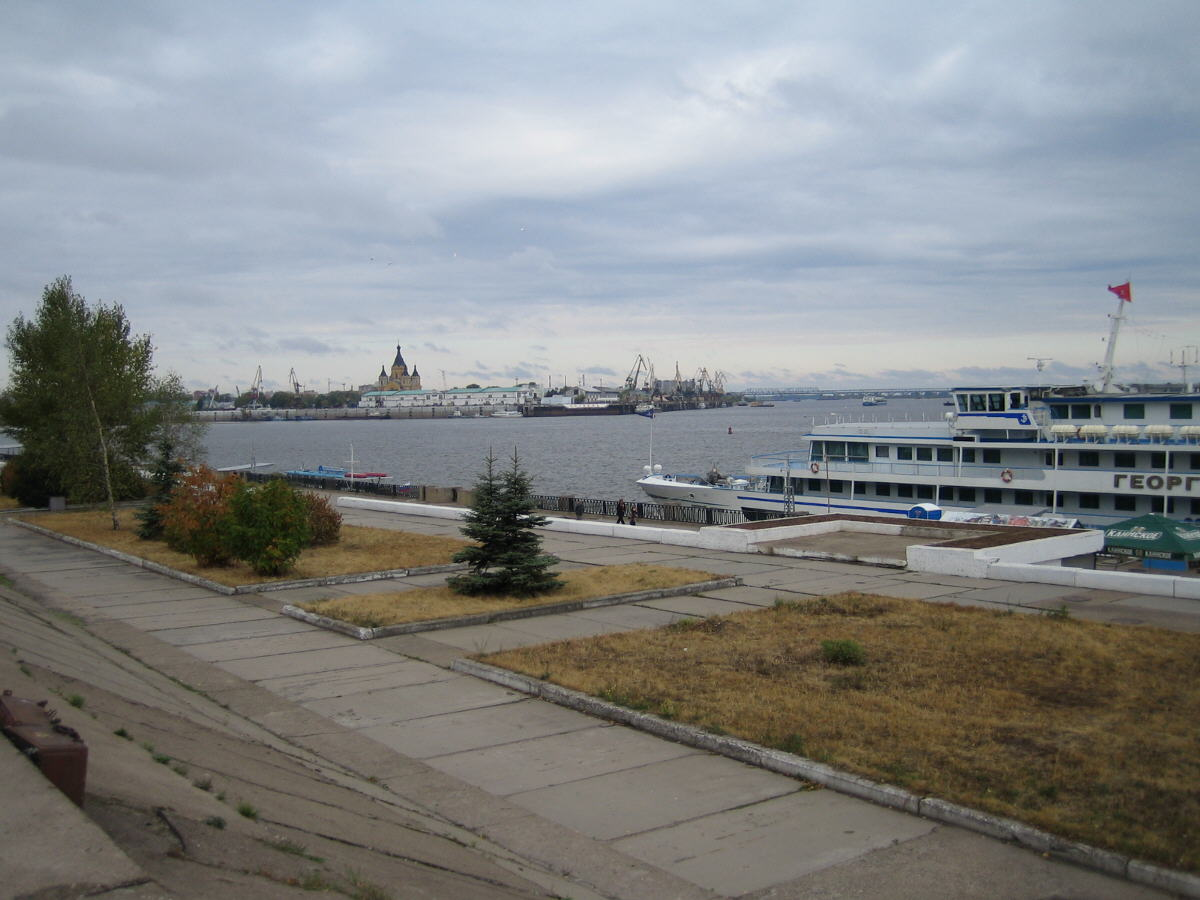
Le quai avant les travaux.
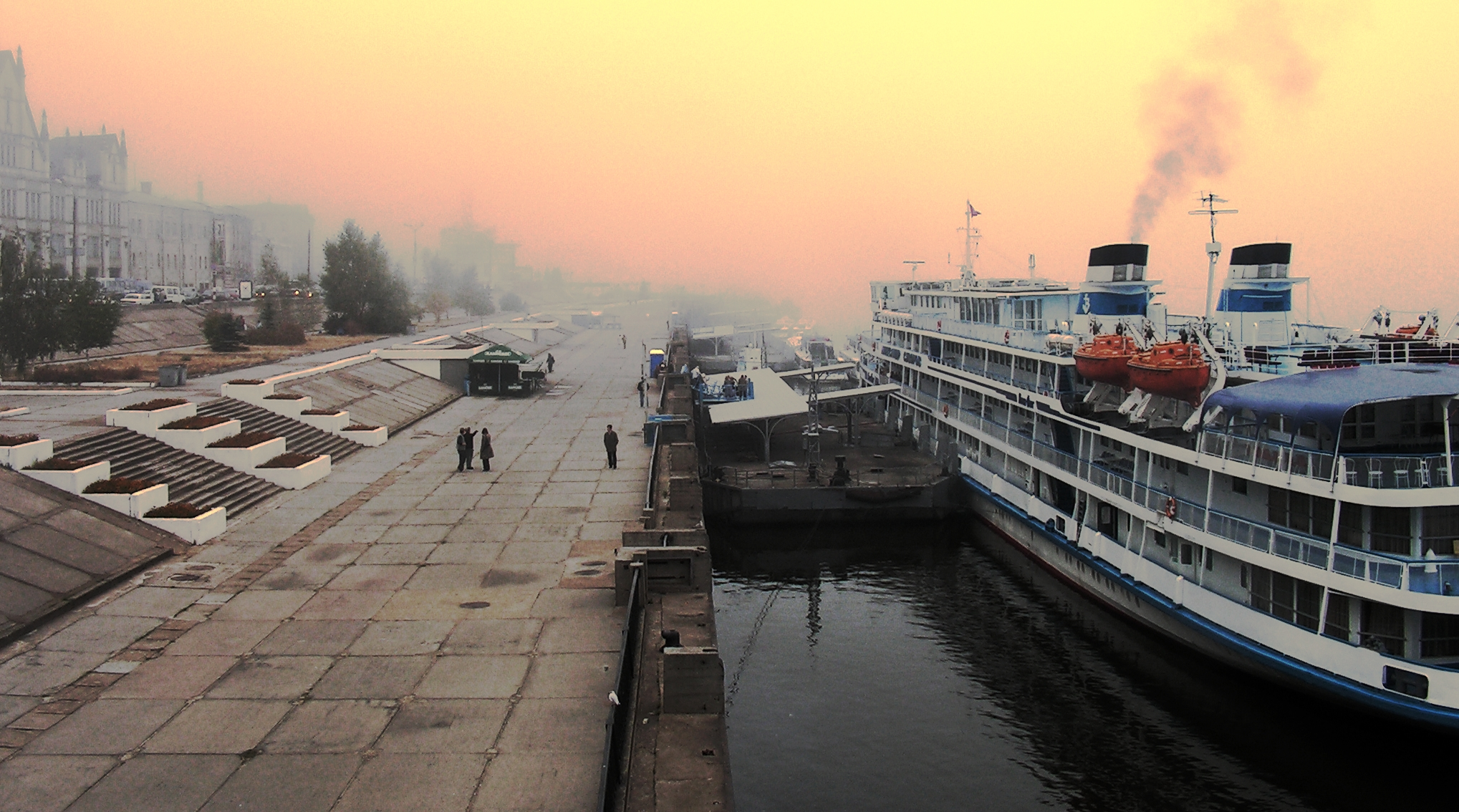
Embarcadère (années 2000)
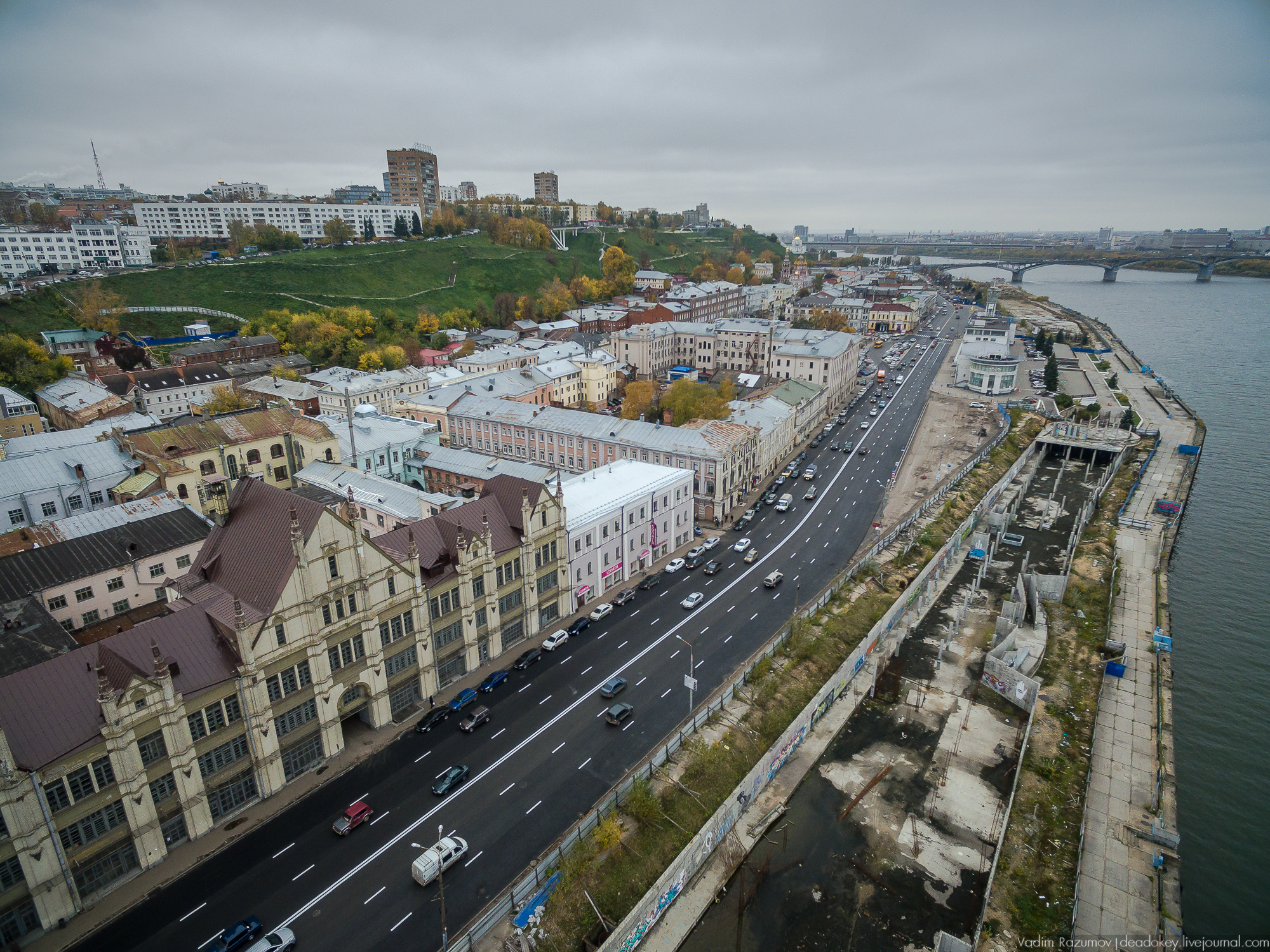
Vue du quai pendant les travaux (2017).
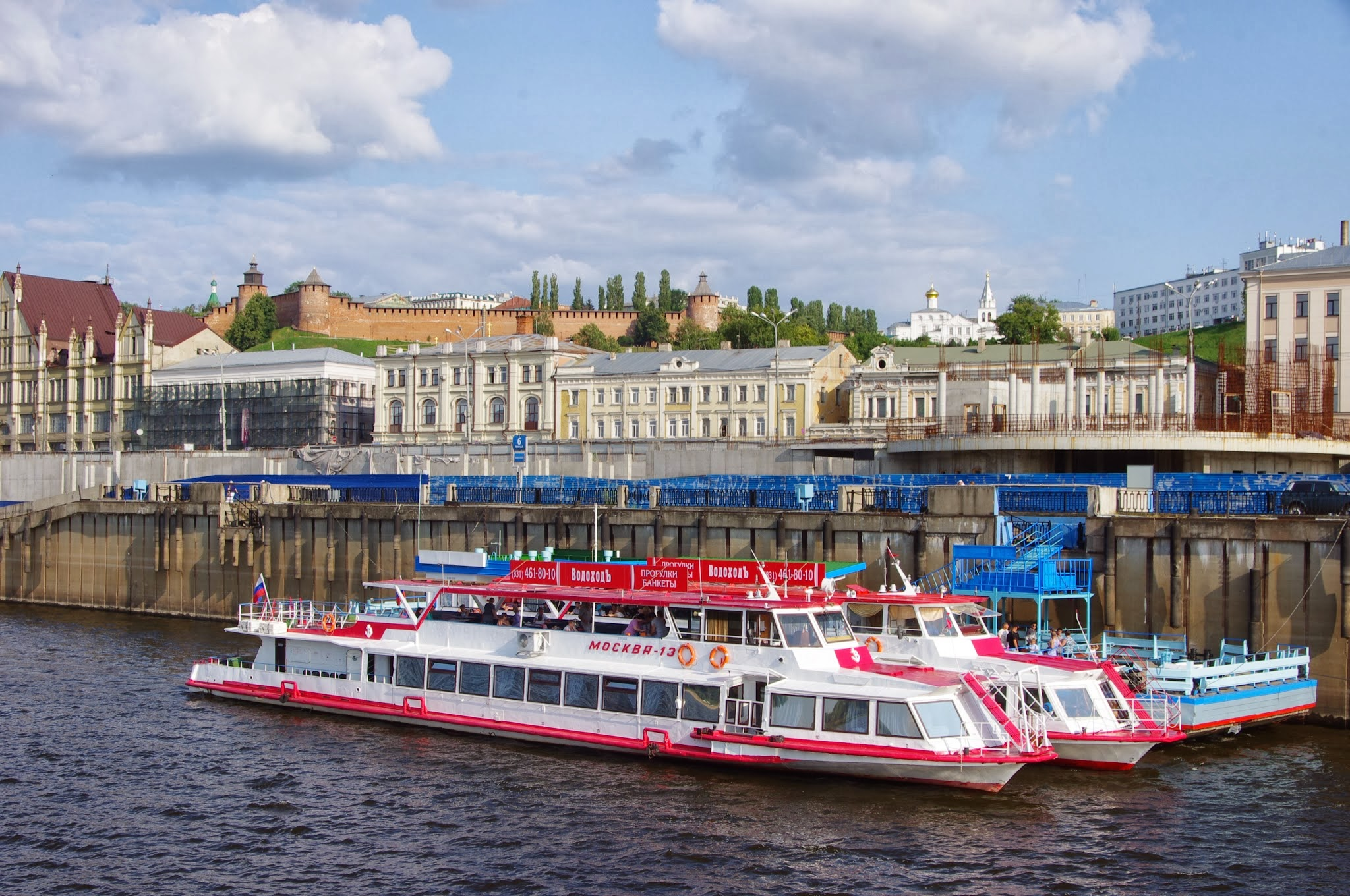
Vue à partir de l'Oka.
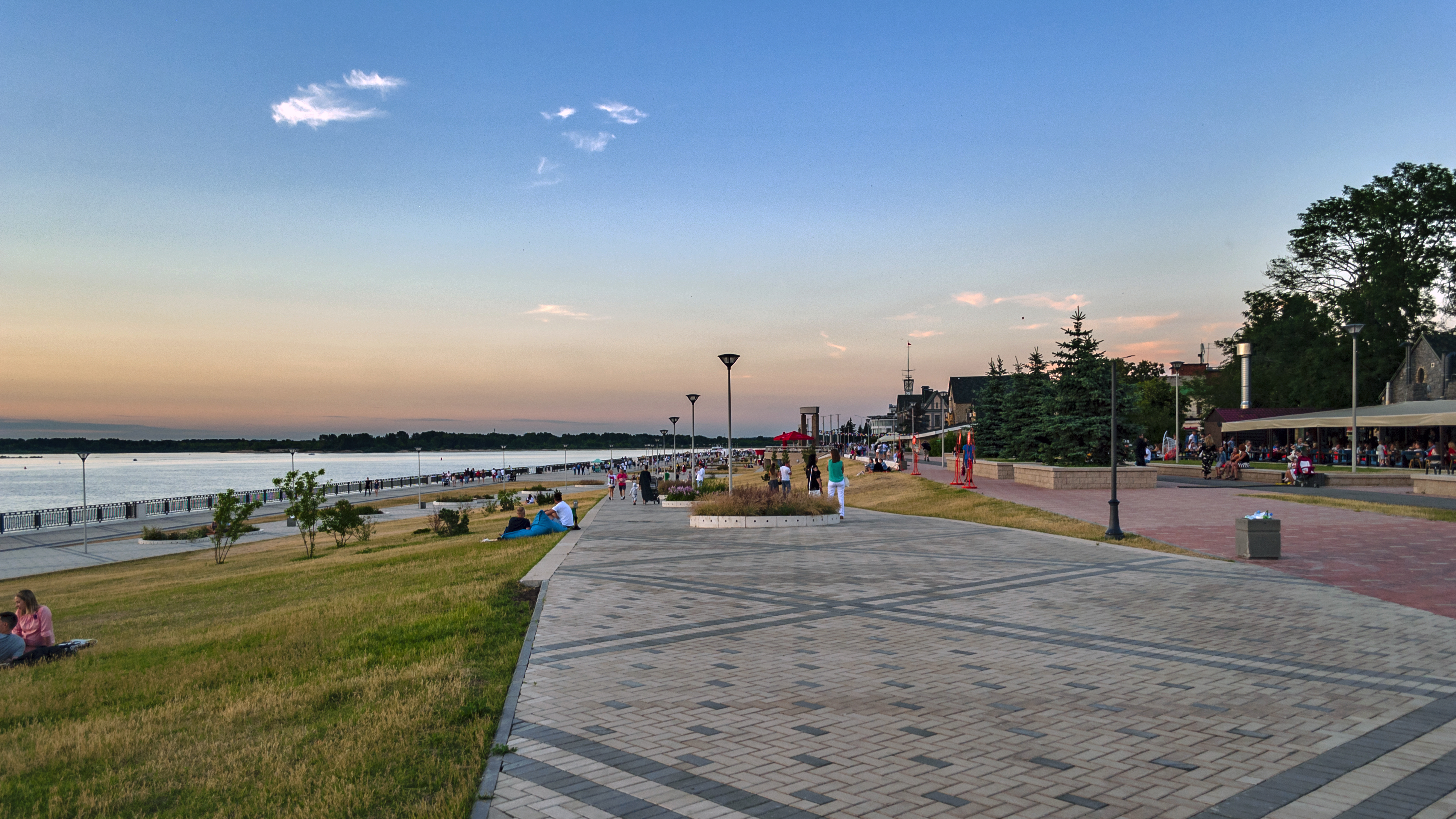
Le quai après travaux.
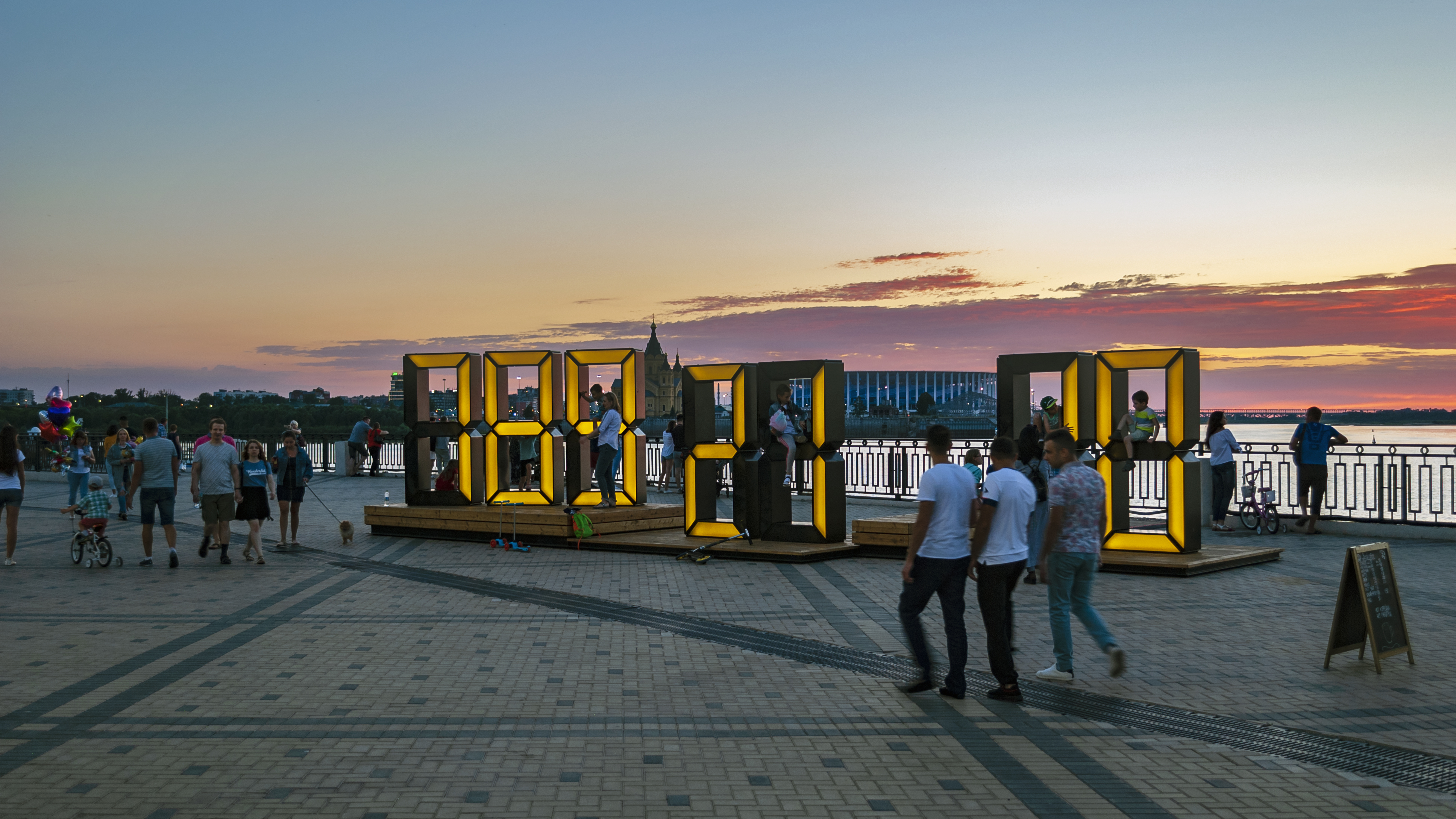
Compte à rebours pour le 800e anniversaire de Nijni Novgorod.
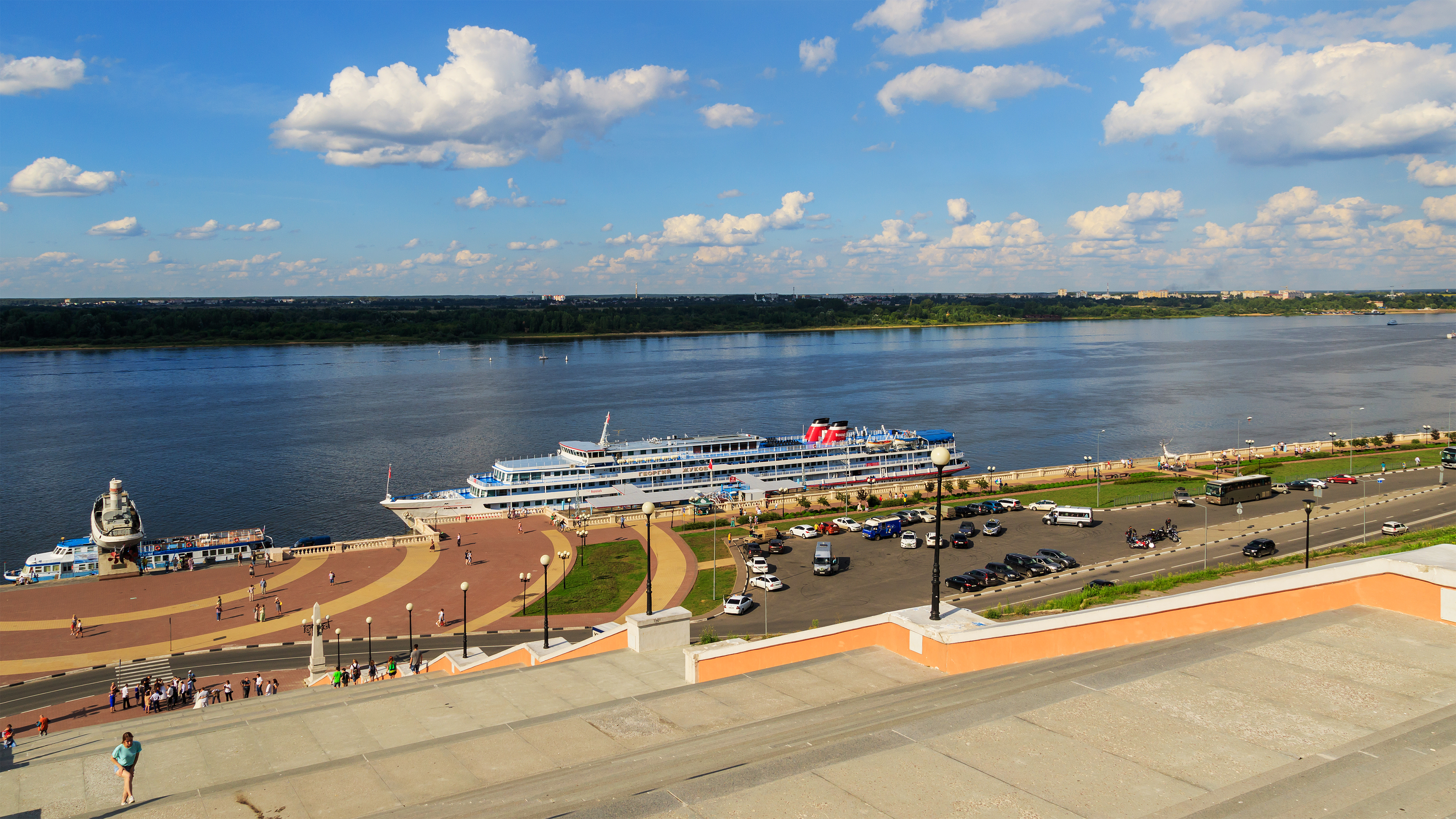
Le grand escalier de Tchkalov.
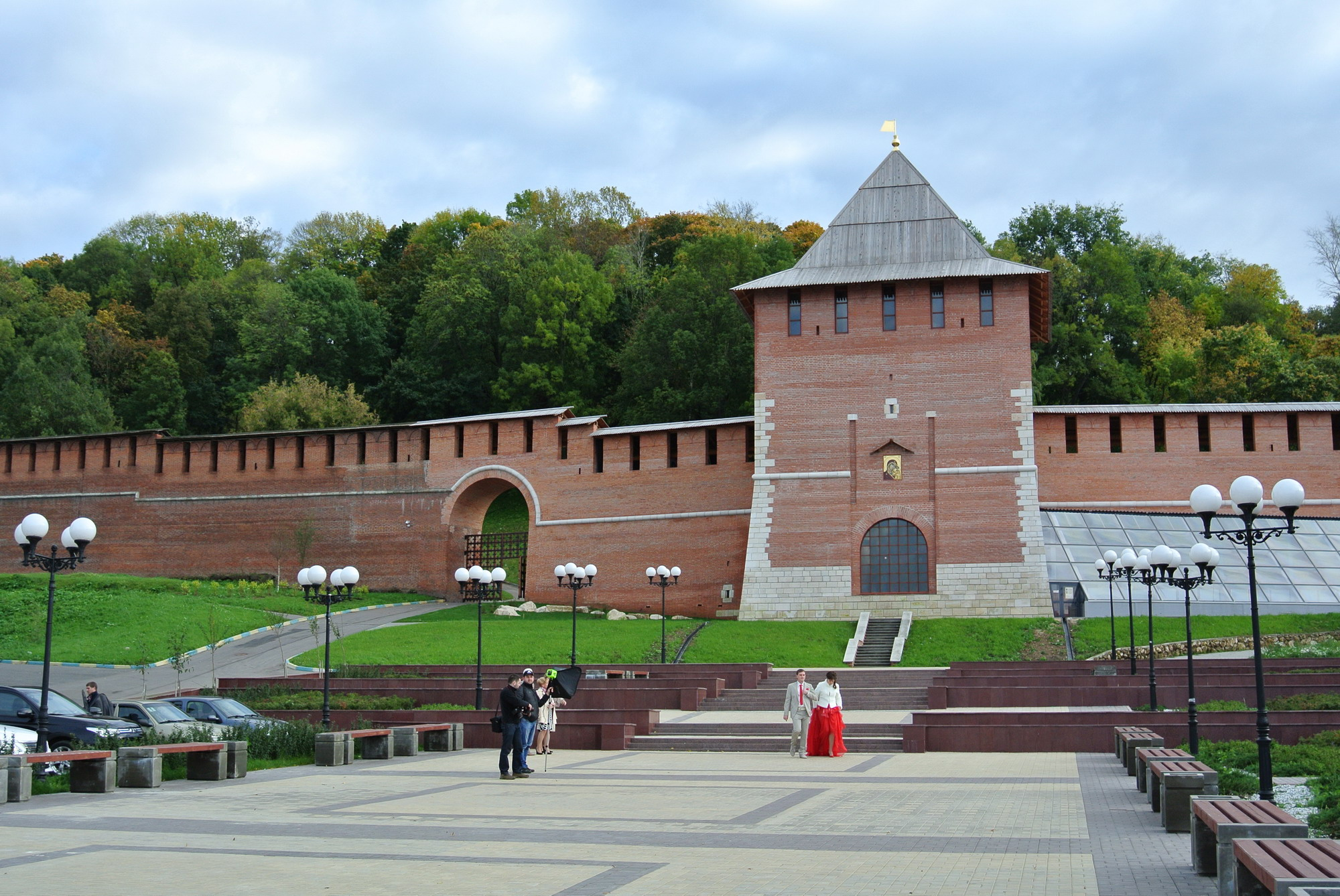
Square près de la tour Zatchatievskaïa.
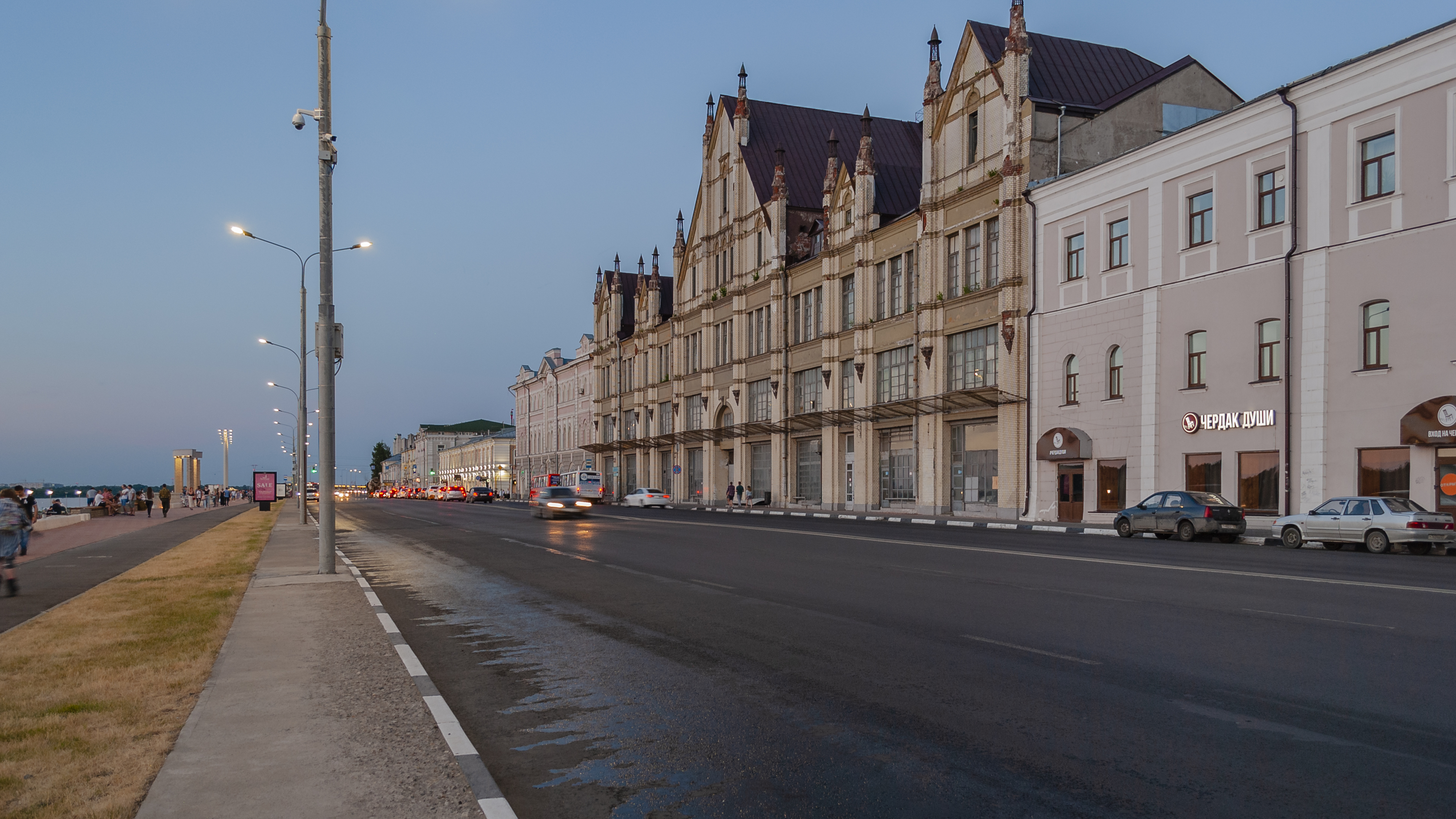
Vue de l'ancienne maison de commerce de la banque Roukavichnikov.
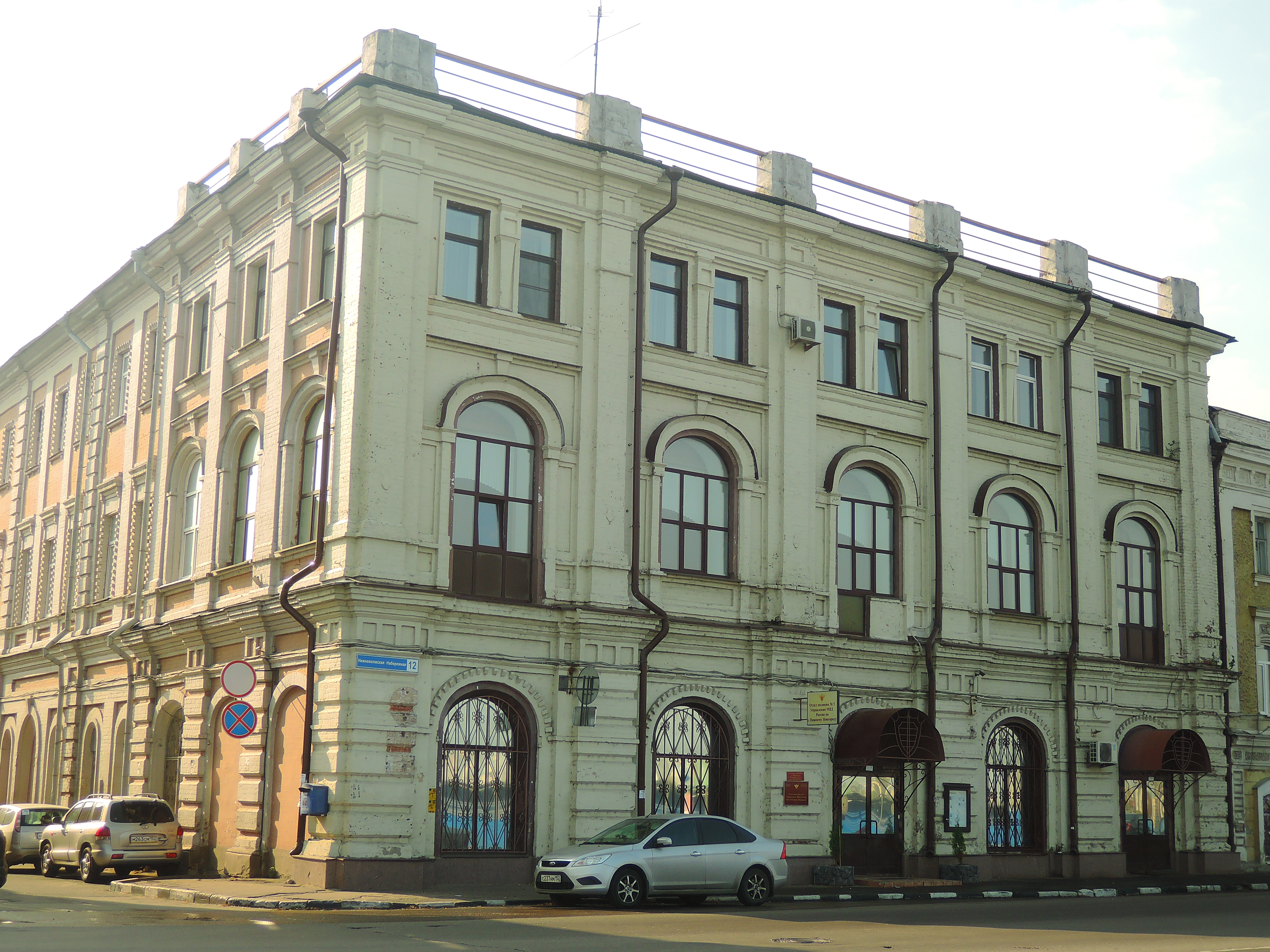
Maison Bougrov.
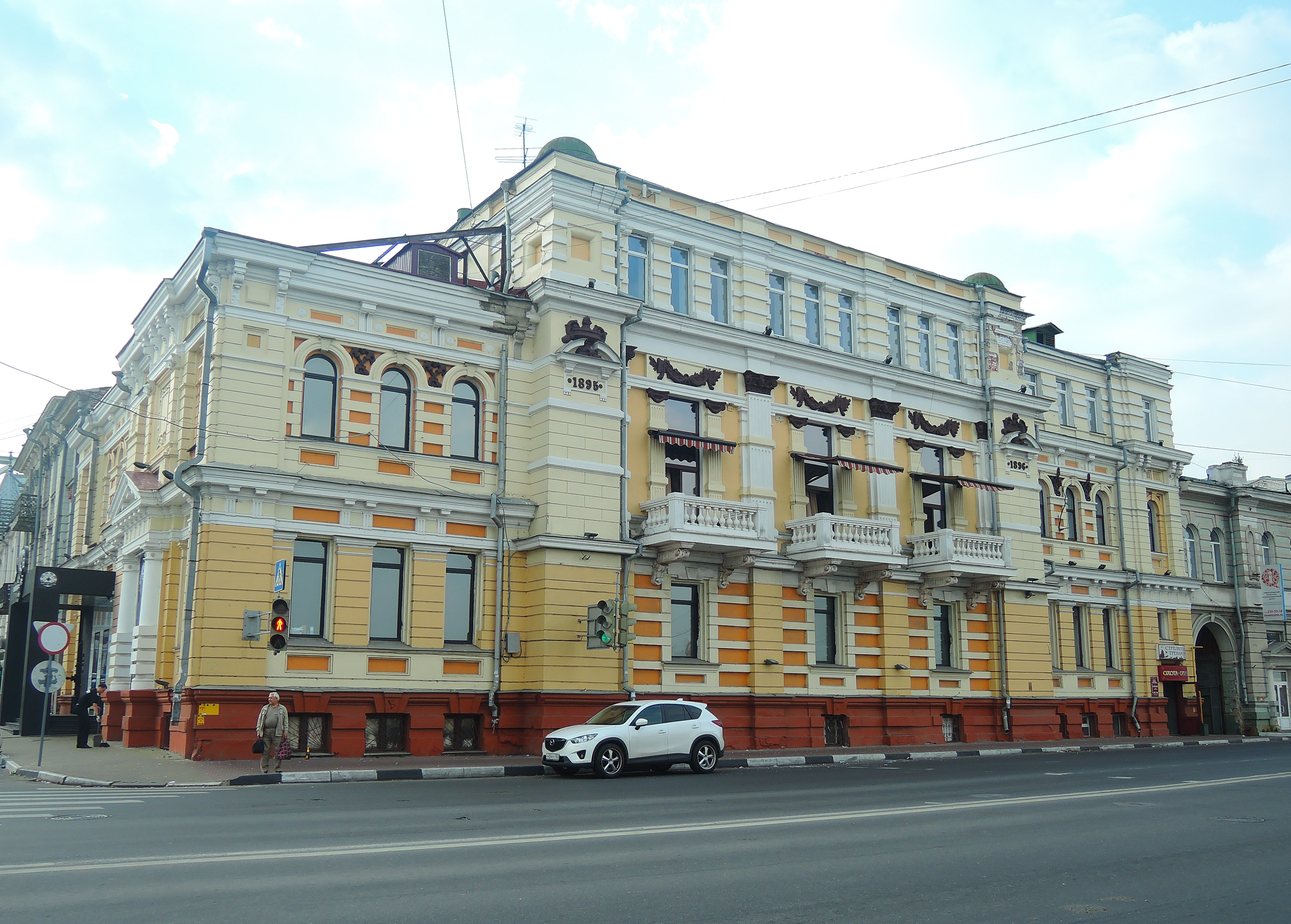
N° 16.
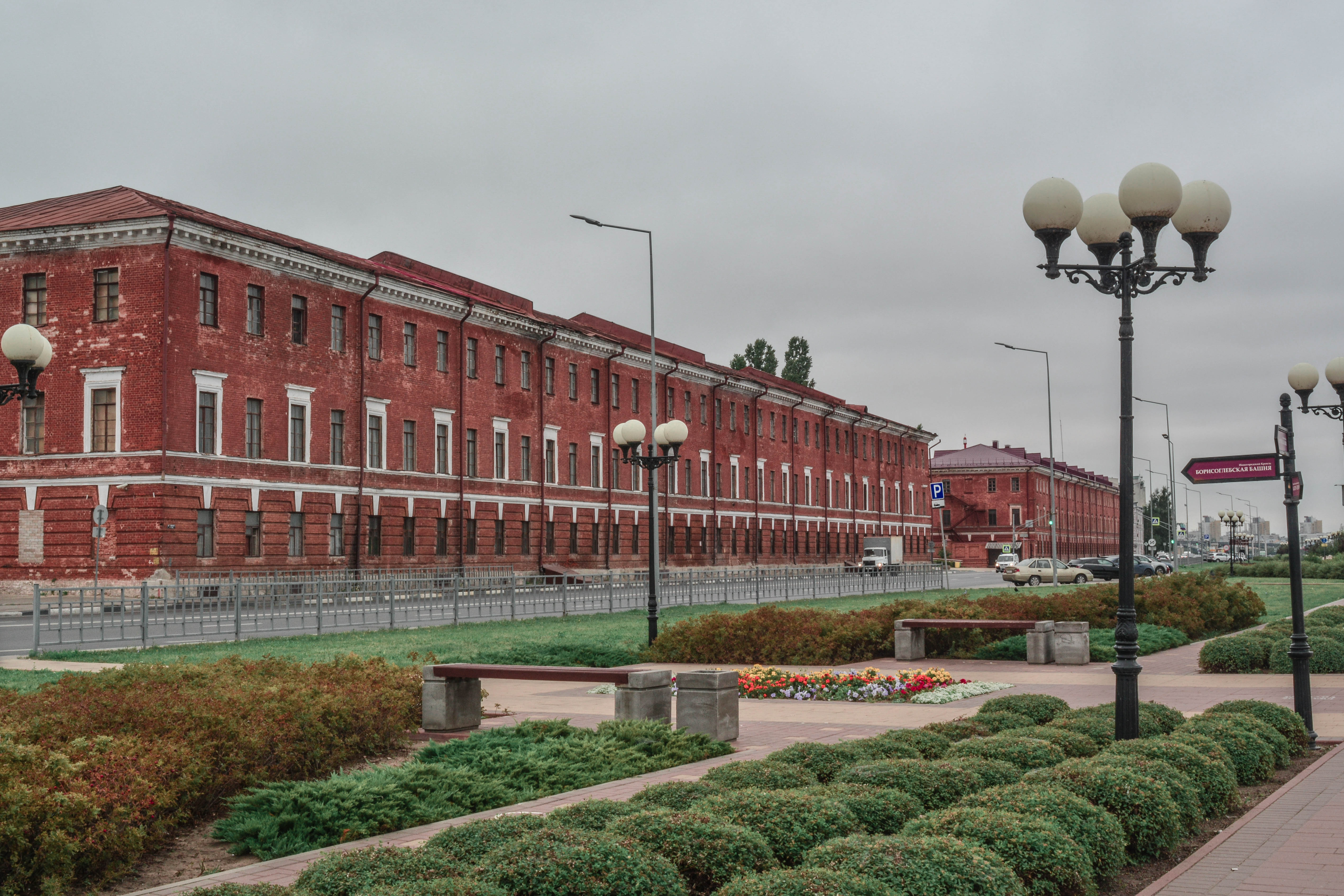
La caserne rouge
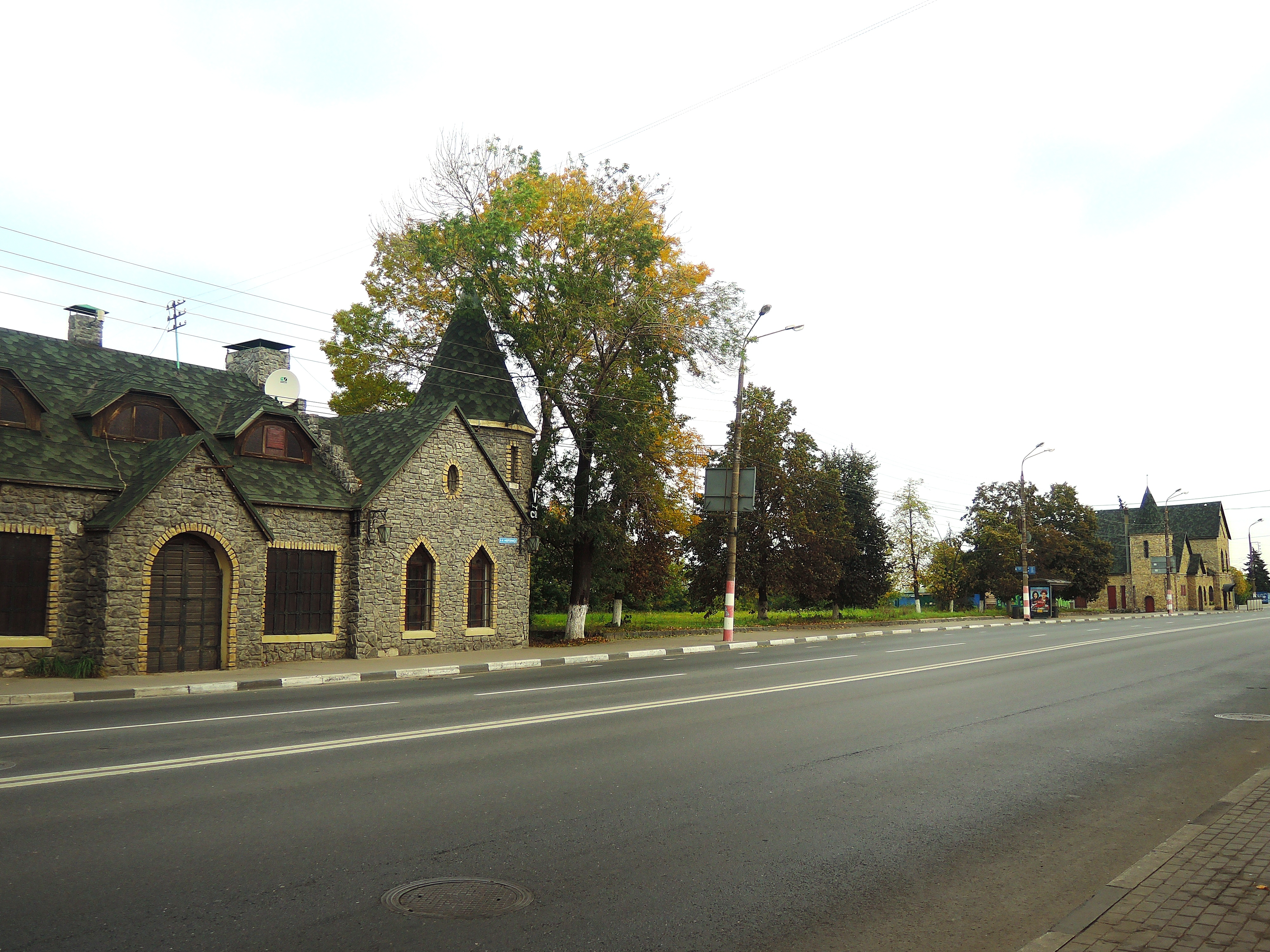
Ensemble immobilier de la compagnie fluviale finlandaise.
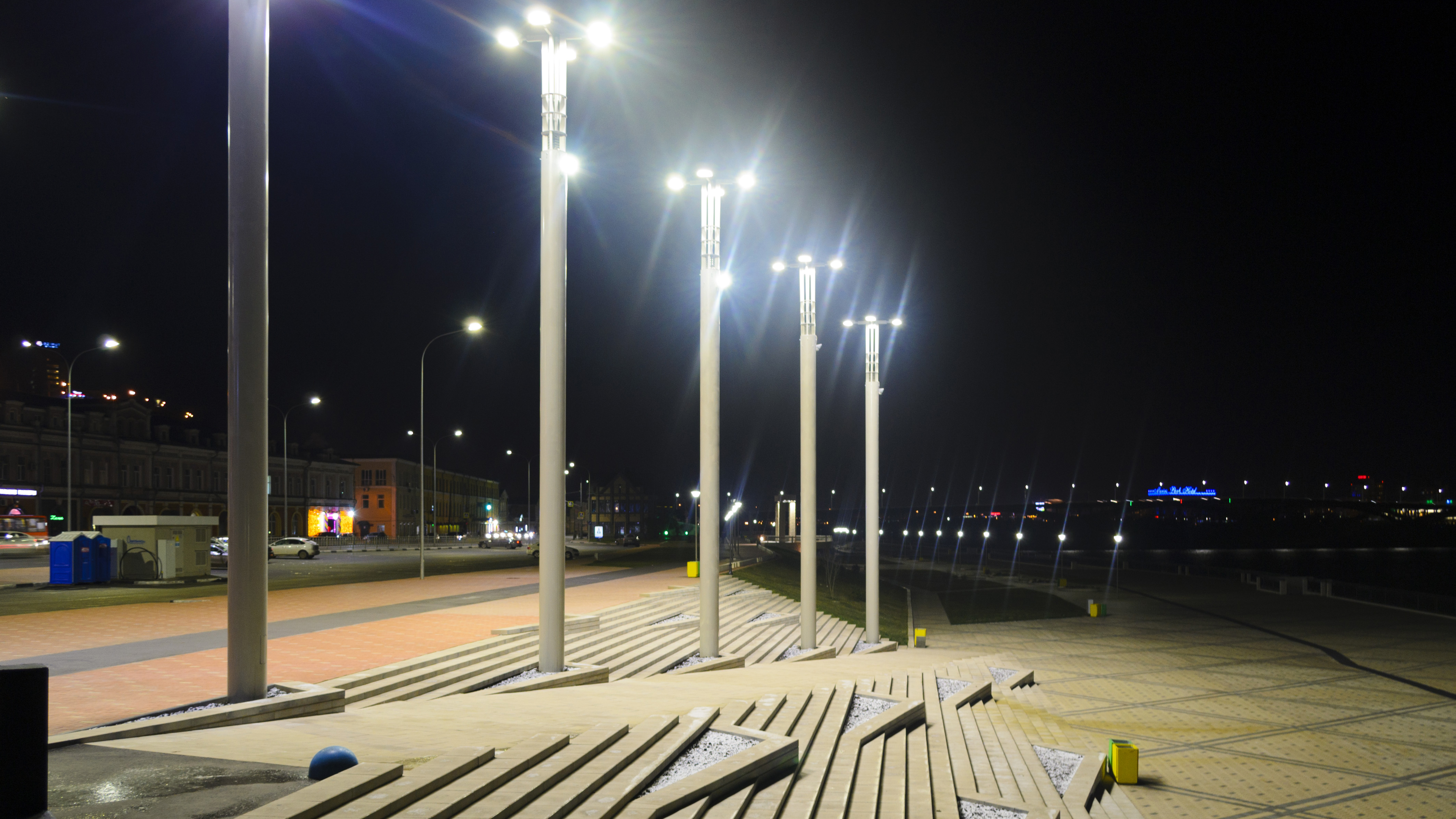
Le quai la nuit.